# کوه اسا
کوه اسا (به انگلیسی: Ossa Mountain) یک کوه در کانادا است که در بریتیش کلمبیا واقع شده‌است. کوه اسا ۲٬۲۶۱ متر بالاتر از سطح دریا واقع شده‌است.